# Окситанський хрест
Окситанський хрест (його також називають хрестом Окситанії, Лангедокський хрест, хрест Тулузький хрест, геральдичний хрест Клеше, помпезний і порожнистий) — геральдичний хрест, який головним чином використовується як символ Окситанії.
Дизайн хреста, ймовірно, вперше був використаний на гербі графів Форкальк'є (у сучасному Провансі) у ХІІ ст. та графів Тулузи в якості маркізів Провансу на монетах та печатках ХІІІ ст. Пізніше знак поширився і на інші провінції Окситанії, а саме: Прованс, Гієнь, Гасконь, Дофіне, Овернь та Лімузен.
Золотий окситанський хрест на криваво-червоному тлі із семипроменевою золотою зіркою розміщені на прапорі сучасної Окситанії. Його можна також знайти в емблемах Південь-Піренеїв, Лангедок-Русійона та Верхніх Альп тощо. А також на кладовищах та на перехрестях доріг півдня Франції.
Назва сучасної емблеми — Клеше (або: Тамплієрський хрест) із сферами / яблуками, в кутах. Окситанською мовою: de golas a la crotz voidada, clechada (або patèa) e pometada d'aur), також cross pattée botonnée, cross pommettée, cross toulouse, або Лілійний хрест (або: у скелеті). У Альбігеаазі Chanson de la Croisade він походить під назвою "хрест Раймодин " (crotz ramondenca).

## Історія

Герб графів Тулузи станом на початок XVI ст.

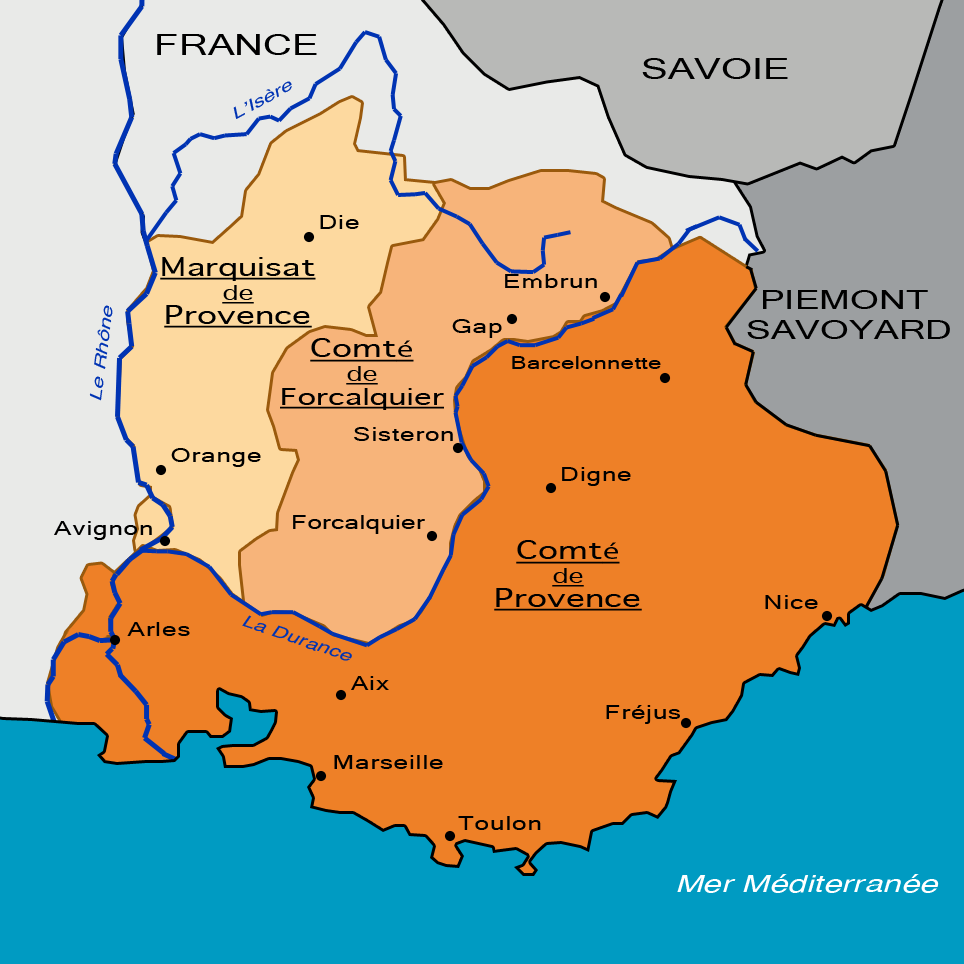
Поділ Провансу ХІІ ст. на графство Прованс, графство Форкальк'єр і маркізат де Прованс.

Окситанський хрест, ймовірно, спочатку з'являється на гербі графів Форкальк'є, а потім під час правління Реймонда V, графа Тулузи, як окремий елемент його офіційної печатки, датованої 1165 р. Знак незабаром поширюється на всю південно-західну частину сьогоднішньої Франції і навіть її помічають у різних містах на півночі протягом ХІІ ст. Для хреста було запропоновано кілька інтерпретацій, які часто підкреслюють його символічну сторону і залишають осторонь той факт, що «геральдика — це не наука про символи, а одна з емблем» (М. Пасторе).
У 1950 році Анрі Ролланд запропонував виводити походження окситанського хреста простежити до маркізату Провансу, на північ від Дюранса, точніше до міста Венаск.
У 1966 році в огляді «Л'Аута» Роджер Камбулівес озвучує свою думку про те, що окситанський хрест походить від сонячного хреста і, можливо, несторіанського хреста, знайденого в китайському Туркестані. Він потрапив до Тулузи через північну Італію та Прованс, ймовірно, десь у Х ст. Камбулівес у 1980 р. знову наголошує на ролі, яку відіграють вестготи за наявності невеликих кульок на кінці герба хреста: вони могли б представляти дванадцять знаків зодіаку.
[джерело?]
У 1986 році Жан-Ів Ройер (у Le Pays de Forcalquier) стверджує, що хрест був спочатку з Провансу, але визнає, що теорія Генрі Ролланда була хибною та побудована на неправильних датах. Ройер робить висновок, що Ролланд, можливо, неправильно сприйняв окситанський хрест із таким, що формує Форкальк'єр. Він найбільш очевидним чином витягує докази з двох хрестів, вирізаних у кришці саркофага, знайдених у невеликій комуні Альпи Верхнього Прованс у Ганагобі.
П'єр Салієс у 1994 р. ще раз стверджує, що хрест походить з Тулузи і є плодом послідовної локальної еволюції, можливо, з Єрусалимського хреста.
Через два роки в Л'Ауті (№ 612) Жан Рокачер підтверджує, що окцитанський хрест «спочатку є власною емблемою старовинного графства Венаск, пізніше розірваного між родами Тулузи та Форкалк'є».
У 2000 році Лоран Масе (у Les Comtes de Toulouse et leur антураж) стверджує, що окситанський хрест став емблемою графів після того, як Реймонд IV взяв участь у Першому хрестовому поході. Він походив би із Константинополя. Маке вказує, що його візерунок вперше був знайдений у візантійській області та поширився по Західній Європі через Італію та Прованс. Хрести Венеска та Форкальк'єр мали б однакове походження, хоча одне не надихало інше.
Пізніше того ж року Бертран-де-ла-Фарге (у La Croix ocitane) знаходить оригінальний окситанський хрест десь у маркізаті Провансу, ймовірно, Венеска. Він стверджує, що це знак міг бути сумішшю Константинопольського хреста та коптського хреста, який привезли до Провансу ченці, а може, і через Святого Маврикія.

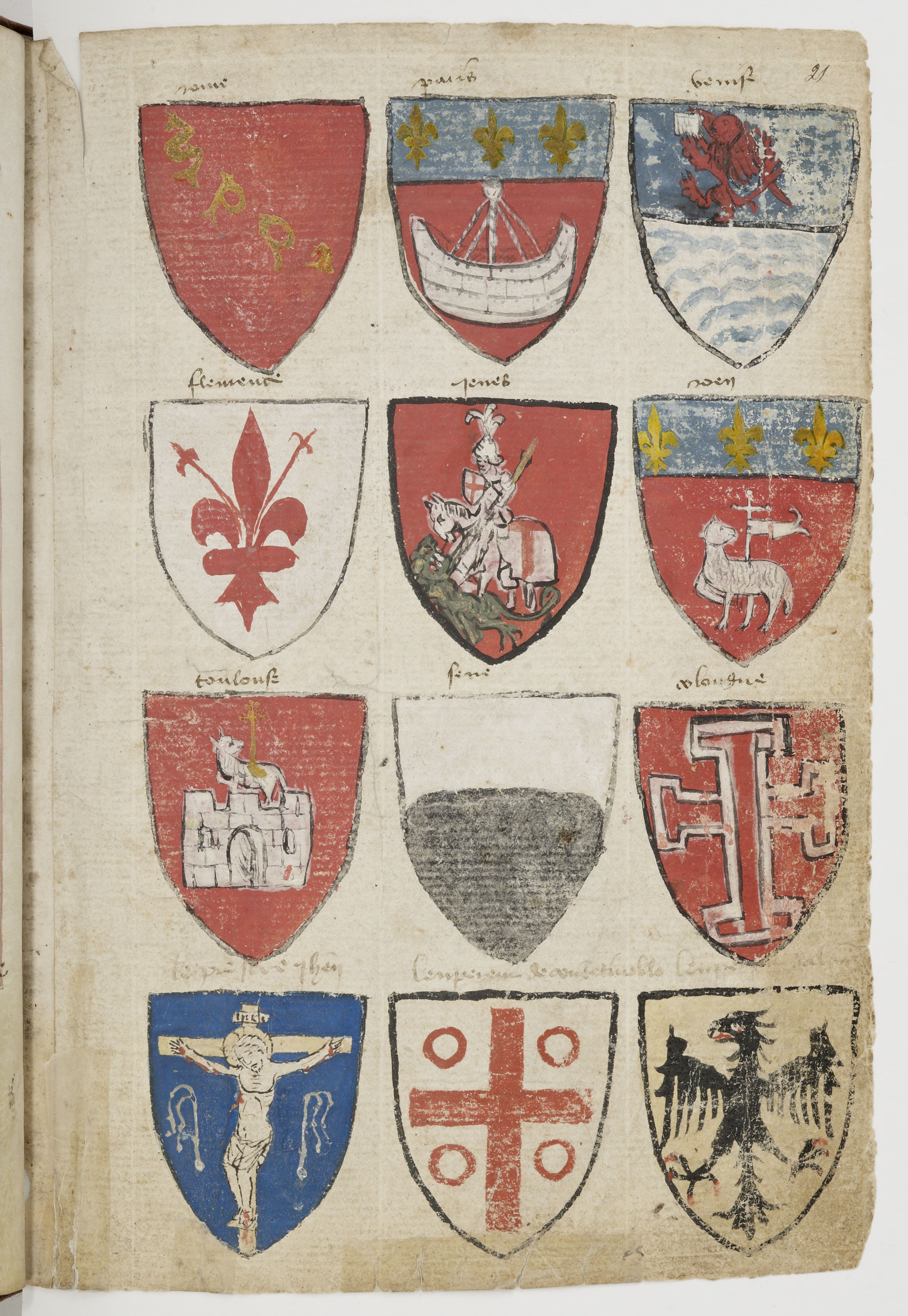
Зображення герба Тулузи у XV столітті як миличного хреста
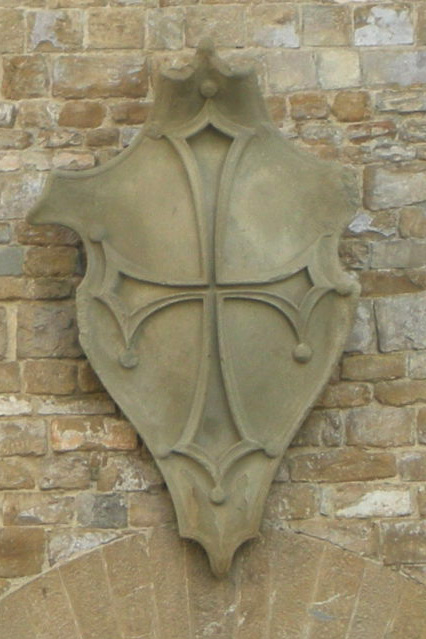
Пізньосередньовічне зображення герба родини Моцци у Флоренції, в Палаццо Моцца
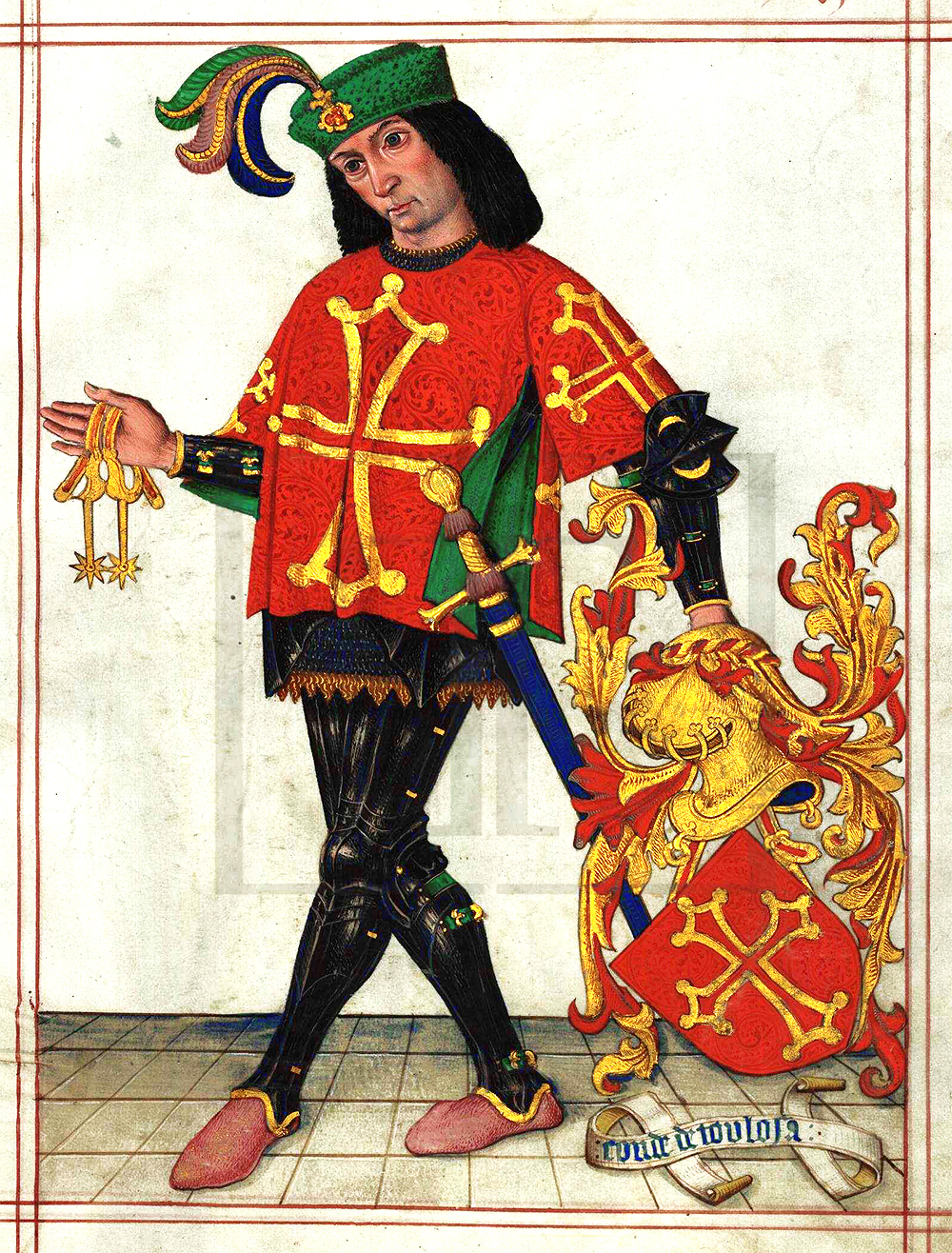
Герб графа Тулузи (1509)
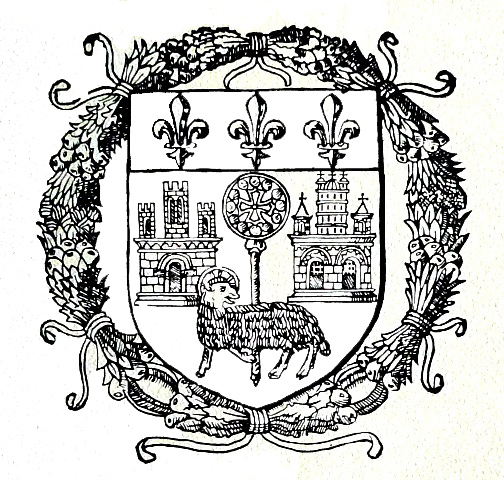
Герб міста Тулузи (1515)
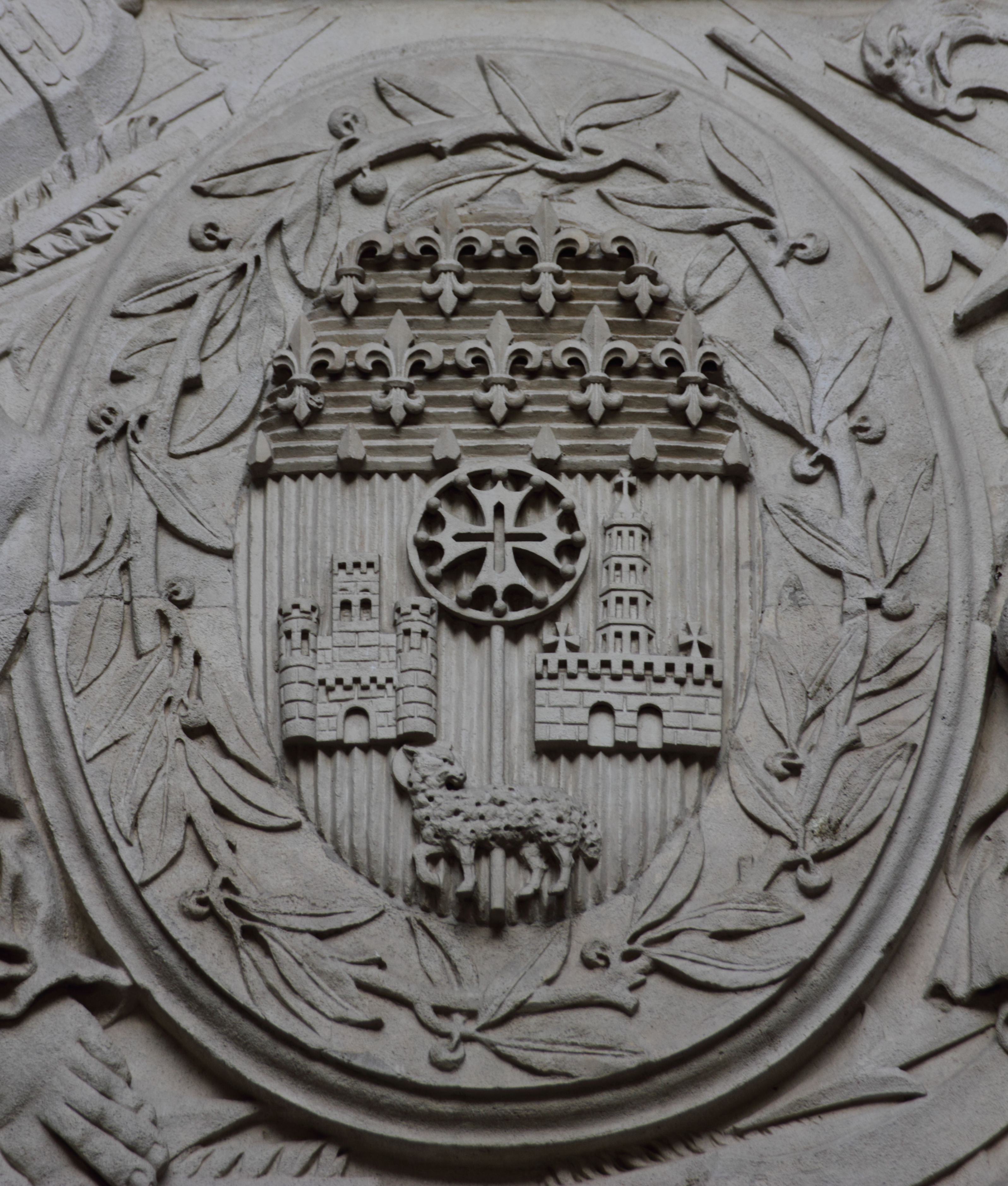
Герб Тулузи за часів Генріха IV Французького (1572 – 1610)
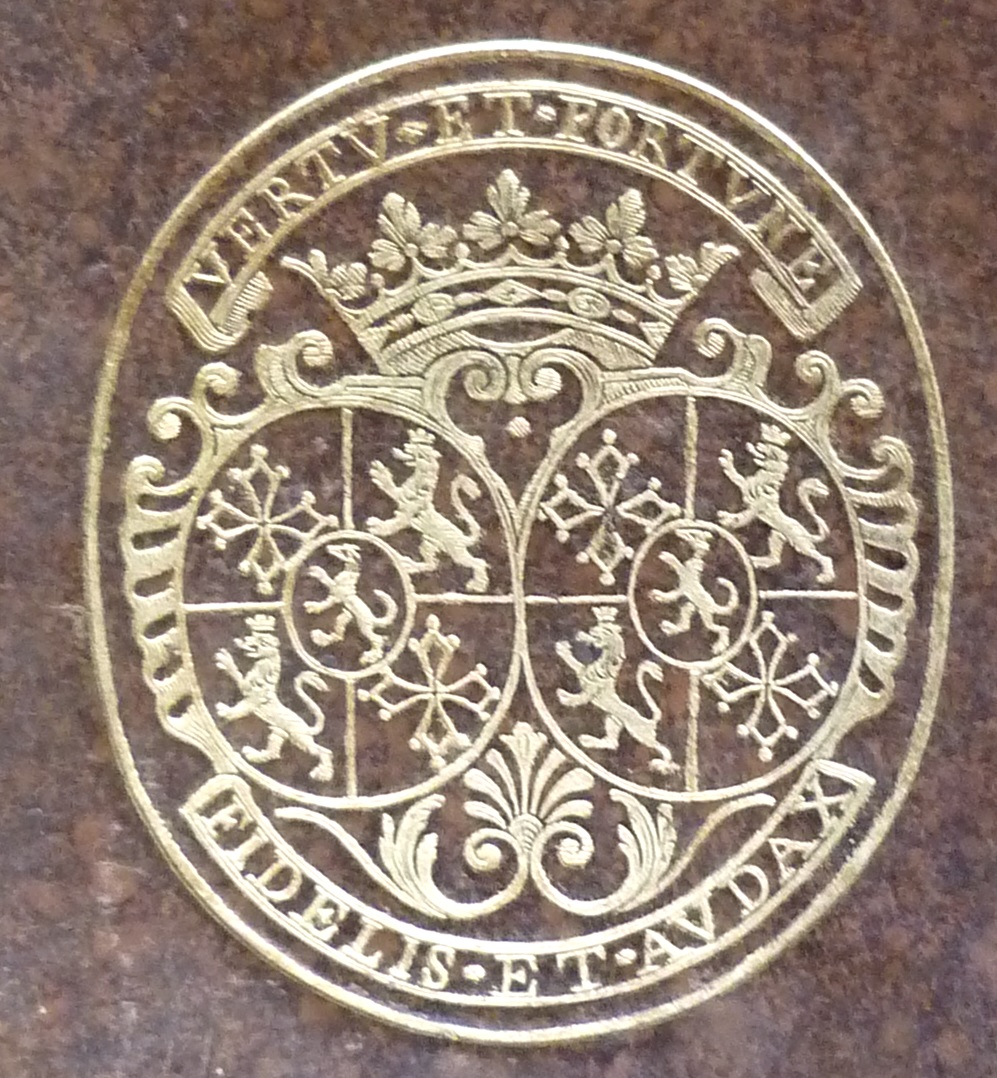
Зображення XVIII ст. в гербі Маргеріт-Дельфін де Вальбель, леді Турва (?-1784), як частини Вальбеля

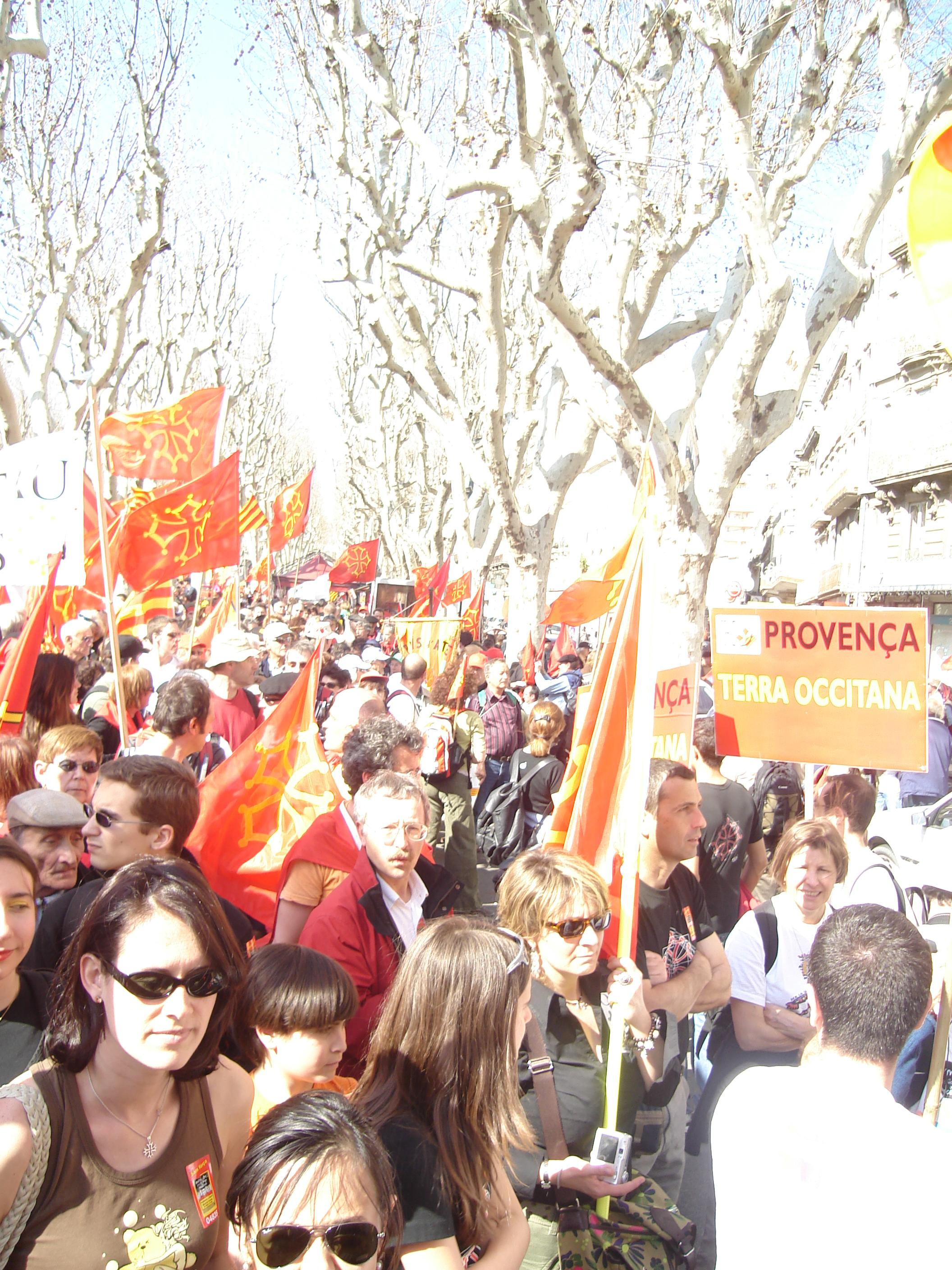
17 березня 2007 року в Безьє відбулася демонстрація на підтримку Окситанії та окситанської мови

## Сучасне використання

Сучасний окситанський хрест на прапорі Окситанії

Окситанський хрест можна знайти на ряді прапорів, гербів, емблем та логотипів.

### Регіони та провінції
- Прапор Лангедок-Русійон
- Прапор Південь-Піренеїв
- Герб Південь-Піренеїв
- Прапор Баль-д'Арана

### Департаменти
- Герб Ода
- Герб Гара
- Герб Верхніх Альп
- Герб Верхньої Гарони
- Герб Еро
- Герб Тарна
- Герб Тарна та Гарона

### Міста та селища

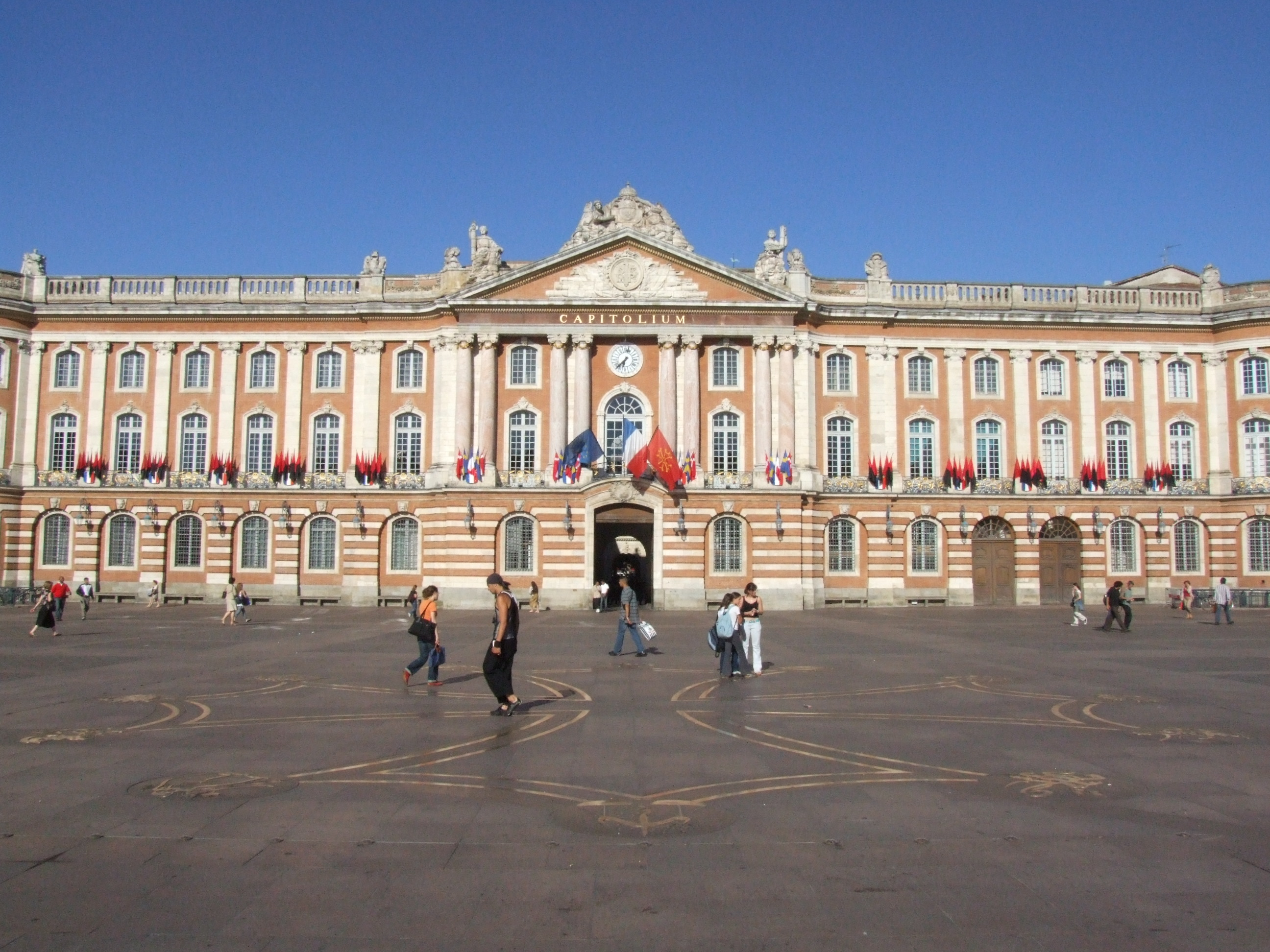
Пласа-дель-Капітолі, Толоса (Place du Capitole, Тулуза)

- Герб Ансіньяна
- Герб Буукса[6]
- Герб Сересте
- Герб Коломір
- Герб Фанджо
- Герб Жигонд[7]
- Герб Лайссака
- Герб Ллупії
- Герб Méthamis[8]
- Герб Мойссака
- Герб Монклара (нанизаний)
- Герб Порт-ла-Нувель
- Герб Сен-Дідьє
- Герб Северака-ле-Шато
- Герб міста Тулуза
- Герб Травайлана[9]
- Герб Венеска[10]
- Прапор Віанни[11]
- Герб Вільнев-д'Аверон
- Герб Вільфранш-де-Ларагайс
- Герб Вільфранш-де-Руар

### Різне
- Логотип ФК Тулуза
- Капітолійська, Тулуз[12] 43°36′16″ пн. ш. 1°26′36″ сх. д. / 43.604389° пн. ш. 1.443361° сх. д.)
- Герб графів Оверні з роду Латур
- Вуличні знаки в Тулузі
- Дорожні дизайни в Лімузені[13]
- Знак Conseil Interprofessionnel des Vins du Languedoc[14]